# Nereligioznost
Ireligija (lat. irreligio, -onis, f. prema in-, ne + religio, religija), ireligioznost, nereligioznost, pojam je koji označava odsutnost religije, ravnodušnost prema religiji, nezainteresiranost ili neosjetljivost za religiju, odbacivanje religije ili neprijateljstvo prema religiji. Kad označava odbijanje ili odbacivanje religijskog vjerovanja, onda ireligija obuhvaća ateizam i sekularni humanizam. Kada označava neprijateljstvo prema religiji, onda obuhvaća antiteizam, antiklerikalizam i antireligiju. Kada označava ravnodušnost i nezainteresiranost za religiju, onda obuhvaća apateizam. Kada označava odsutnost religijskog vjerovanja, onda može obuhvaćati agnosticizam, ignosticizam, neteizam, religijski skepticizam i slobodoumlje.
Procjenjuje se da je 16% svjetskog stanovništva (1,1 milijarda ljudi) "nereligiozno" obuhvaćajući pod tim pojmom agnostike, ateiste, sekularne humaniste i ljude koji se "ne izjašnjavaju" ili ne navode "nikakvu religijsku sklonost" pri odgovaranju na otvoreno pitanje o tome koja je njihova religijska sklonost. Prema jednom izvoru procjenjuje se da 40-50% nereligioznih osoba vjeruje u jedno ili više božanstava ili neki oblik više sile. Prema nekim dokazima može se reći da status najbrže rastuće religije u Sjedinjenim Država ima "nereligija", obuhvaćajući gotovo 20% odrasle javnosti iz 2012. Osobe koje navode nikakvu religijsku pripadnost obično se označavaju kao "neizjašnjeni".

## Demografija
Prikazane tablice navode postotke nereligioznog stanovništva po pojedinim državama od najvećeg k najmanjem.
| Zemlja                 | Postotak nereligioznog stanovništva (2006.)             | Izvor                |
| Estonija               | 75,7                                                    | [ 8 ]                |
| Švedska                | 46-85 (prosječno 65,5)                                  | [ 9 ]                |
| Češka                  | 64,3                                                    | [ 8 ]                |
| Vijetnam               | 46,1-81 (prosječno 63,55)                               | [ 8 ] [ 9 ]          |
| Danska                 | 43-80 (prosječno 61,5)                                  | [ 9 ]                |
| Albanija               | 60                                                      | [ 10 ] [ 11 ] [ 12 ] |
| Njemačka               | 59                                                      | [ 13 ]               |
| Ujedinjeno Kraljevstvo | 39-65 (prosječno 52)                                    | [ 14 ]               |
| Japan                  | 51,8                                                    | [ 8 ]                |
| Azerbajdžan            | 51                                                      | [ 15 ]               |
| NR Kina                | 8-93 (prosječno 50,5)                                   | [ 8 ] [ 9 ] [ 16 ]   |
| Francuska              | 43-54 (prosječno 48,5)                                  | [ 9 ]                |
| Rusija                 | 48,1                                                    | [ 8 ]                |
| Bjelorusija            | 47,8                                                    | [ 8 ]                |
| Mađarska               | 42,6                                                    | [ 8 ]                |
| Ukrajina               | 42,4                                                    | [ 8 ]                |
| Nizozemska             | 39-44 (prosječno 41,5)                                  | [ 9 ] [ 17 ]         |
| Latvija                | 40,6                                                    | [ 8 ]                |
| Južna Koreja           | 36,4                                                    | [ 8 ]                |
| Belgija                | 35,4                                                    | [ 8 ]                |
| Novi Zeland            | 34,7 (od 87,3% koji su odgovorili na neobvezno pitanje) | [ 18 ]               |
| Čile                   | 33,8                                                    | [ 8 ]                |
| Luksemburg             | 29,9                                                    | [ 8 ]                |
| Slovenija              | 29,9                                                    | [ 8 ]                |
| Venezuela              | 27,0                                                    | [ 8 ]                |
| Španjolska             | 23,3                                                    | [ 19 ]               |
| Slovačka               | 23,1                                                    | [ 8 ]                |
| Australija             | 22,3                                                    | [ 20 ]               |

| Zemlja    | Postotak nereligioznog stanovništva (2006.) | Izvor  |
| Meksiko   | 20,5                                        | [ 8 ]  |
| SAD       | 19,6                                        | [ 21 ] |
| Litva     | 19,4                                        | [ 8 ]  |
| Italija   | 17,8                                        | [ 8 ]  |
| Kanada    | 16,2                                        | [ 22 ] |
| Argentina | 16,0                                        | [ 23 ] |
| JAR       | 15,1                                        | [ 24 ] |
| Hrvatska  | 13,2                                        | [ 8 ]  |
| Austrija  | 12,2                                        | [ 8 ]  |
| Finska    | 11,7                                        | [ 8 ]  |
| Portugal  | 11,4                                        | [ 8 ]  |
| Portoriko | 11,1                                        | [ 8 ]  |
| Bugarska  | 11,1                                        | [ 8 ]  |
| Filipini  | 10,9                                        | [ 8 ]  |
| Brazil    | 8,0                                         | [ 25 ] |
| Irska     | 7,0                                         | [ 26 ] |
| Indija    | 6,6                                         | [ 8 ]  |
| Srbija    | 5,8                                         | [ 8 ]  |
| Peru      | 4,7                                         | [ 8 ]  |
| Poljska   | 4,6                                         | [ 8 ]  |
| Island    | 4,3                                         | [ 8 ]  |
| Grčka     | 4,0                                         | [ 8 ]  |
| Turska    | 2,5                                         | [ 8 ]  |
| Rumunjska | 2,4                                         | [ 8 ]  |
| Tanzanija | 1,7                                         | [ 8 ]  |
| Malta     | 1,3                                         | [ 8 ]  |
| Iran      | 1,1                                         | [ 8 ]  |
| Uganda    | 1,1                                         | [ 8 ]  |
| Nigerija  | 0,7                                         | [ 8 ]  |
| Bangladeš | 0,1                                         | [ 8 ]  |

Iako 10 zemalja popisanih iznad imaju nereligiozne većine, to ne znači da većina stanovništva tih zemalja ne pripada nijednoj religijskoj skupini. Primjerice, 70% švedskog stanovništva pripada luteranskoj kršćanskoj crkvi dok se 56,7% Albanaca izjašnjava muslimanima unatoč takvoj ireligioznosti.

## Više informacija
- humanizam
- važnost religije po zemljama
- ireligija po zemljama
- ireligija u Hrvatskoj
- neteističke religije
- panteizam
- postteizam
- skepticizam
- duhovan ali ne religiozan
- transteizam

## Dodatni izvori
- John Allen Paulos. 9. lipnja 2009. Irreligion: A Mathematician Explains Why the Arguments for God Just Don't Add Up. Macmillan. ISBN 978-0-8090-5918-8
- Richard Henry Popkin; Arie Johan Vanderjagt. 1993. Scepticism and irreligion in the seventeenth and eighteenth centuries. BRILL. ISBN 978-90-04-09596-0
- Eric Wright. Listopad 2010. Irreligion: Thought, Rationale, History. BiblioBazaar. ISBN 978-1-171-06863-1